# Jessica Harper

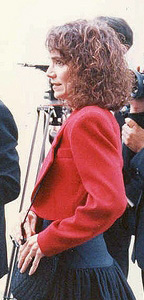
Jessica Harper bei der 62. Oscarverleihung 1990

Jessica Harper (* 10. Oktober 1949 in Chicago, Illinois) ist eine US-amerikanische Schauspielerin, Sängerin und Autorin.

## Biografie
Jessica Harper hatte ihr Bühnendebüt als Schauspielerin 1969 am Biltmore Theatre in New York City in dem Musical Hair. Sie war in zahlreichen Filmen zu sehen und ist vor allem für ihre Rollen in Das Phantom im Paradies (1974), Suspiria (1977, Hauptdarstellerin) und Shock Treatment (1981) bekannt. Außerdem wurde sie von Woody Allen in Die letzte Nacht des Boris Gruschenko (1975) und Stardust Memories (1980) eingesetzt.
1989 heiratete sie Tom Rothman und gründete eine Familie. In Filmen war sie nur noch selten oder nur in kleineren Nebenrollen zu sehen. Stattdessen konzentrierte sie sich auf neue Karrieren als Sängerin von Kinderliedern und Kinderbuchautorin. Ihr erstes Album erschien 1994 mit dem Titel A Wonderful Life. Auf späteren Werken singt Harper auch gemeinsam mit ihren beiden Töchtern Nora und Elizabeth. 1999 erschien ihr erstes Kinderbuch (I Forgot My Shoes). Weitere Bücher schrieb sie zusammen mit ihrer Schwester Lindsay Harper duPont.

## Filmografie (Auswahl)
- 1974: Das Phantom im Paradies (Phantom of the Paradise)
- 1975: Die letzte Nacht des Boris Gruschenko
- 1975: Nahaufnahmen (Inserts)
- 1977: Suspiria
- 1979: Leadsville Nights (The Evictors)
- 1980: Stardust Memories
- 1981: Shock Treatment
- 1981: Tanz in den Wolken (Pennies from Heaven)
- 1982: Ein Draufgänger in New York (My Favorite Year)
- 1985: Traum des Schreckens (When Dreams come true)
- 1986: Imagemaker – Im Zentrum der Macht (The Imagemaker)
- 1988: Blue Iguana oder Der Sarg ist himmelblau (The blue Iguana)
- 1989: Das bucklige Schlitzohr (Big Man on Campus)
- 1993: Mr. Wonderful
- 1995: Safe
- 1996: Run Off (Boys)
- 2002: Minority Report
- 2018: Suspiria
- 2022: Bones and All
- 2022–2024: The Old Man (Fernsehserie)
- 2023: Memory
- 2024: Nightbitch

## Kinderbücher (Auswahl)
- 1999 – mit Kathy Osborn (Illustrationen): I forgot my Shoes
- 2000 – mit Lindsay Harper Dupont (Ill.): I'm not going to chase the Cat today
- 2001 – mit Lindsay Harper Dupont (Ill.): Nora's Room
- 2002 – mit Lindsay Harper Dupont (Ill.): Lizzie's Do's and Dont's
- 2004 – mit Lindsay Harper Dupont (Ill.): Lizzie's Ups and Downs. Not an Ordinary School Day
- 2004 – mit G. Brian Karas (Ill.): I Like Where I Am
- 2004 – mit Tara Calahan King (Ill.): Four Boys Named Jordan
- 2008 – mit G. Brian Karas (Ill.): A Place Called Kindergarten

## Diskografie
- 1994 – A Wonderful Life
- 1995 – Not a traditional Christmas
- 1996 – Nora's Room
- 1998 – 40 Winks
- 2000 – Rhythm in my Shoes
- 2001 – Inside out
- 2004 – Hey, Picasso